# Nicole Narain
Nicole Narain (sinh ngày 28 tháng 7 năm 1974)  là một người mẫu và diễn viên người Mỹ gốc Guyana. Mẹ cô là người Afro-Guyan và cha cô là một nửa người Ấn Độ và một nửa người Trung Quốc.

## Sự nghiệp
Cô được chọn là Playboy ' Playmate của Tháng 1 năm 2002  và đã xuất hiện trong nhiều video Playboy.
Cô đã xuất hiện trong nhiều video âm nhạc như bài hát "Got Me a Model" của RL, "Luv You Better" của LL Cool J, "I Don't Wanna know" của Mario Winans và "Baby" của Fabolous. Narain cũng từng tham gia chương trình NBC Fear Factor Playboy Playmate Edition, nhưng đã bị loại trong lần đóng thế đầu tiên.

## Cuộc sống cá nhân
Năm 2005, Narain bị nam diễn viên người Ireland Colin Farrell kiện về một cuốn băng sex liên quan đến Narain và Farrell. Điều này ngăn cản việc bán, phân phối hoặc hiển thị băng. Tuy nhiên, nó vẫn trở nên có sẵn trên một số trang web internet. Vụ kiện cuối cùng đã được giải quyết một cách thân thiện.
Vào ngày 4 tháng 11 năm 2009, Narain xuất hiện trên The Joy Behar Show để thảo luận về chứng nghiện tình dục của cô. Sự xuất hiện này được kết hợp với vai diễn của cô trong chương trình truyền hình thực tế Sex Rehab with Dr. Drew.